# Josildeth Gomes Consorte
Josildeth Gomes Consorte (Salvador, 21 de junho de 1930) é professora emérita da Pontifícia Universidade Católica de São Paulo e antropóloga, pioneira nos estudos sobre relações raciais e seus impactos na educação pública.

## Vida
Josildeth da Silva Gomes é filha mais velha de Francisco da Silva Gomes e Idalina Angélica do Sacramento. Sua mãe foi a responsável por sua alfabetização. Nasceu na capital baiana, no bairro da Baixa do Sapateiro, e ali fez seus estudos de Ensino Fundamental. No Ensino Médio, concluiu o curso de magistério, tendo iniciado sua vida profissional como professora primária em escolas locais.
Em 1951, concluiu o bacharelado em Geografia e História pela Universidade Federal da Bahia. Anos depois, em 1957, também concluiu a Licenciatura em Geografia e História pela Universidade do Brasil, atual Universidade Federal do Rio de Janeiro. Estudou Antropologia e Sociologia na Fundação Escola de Sociologia e Política de São Paulo, em 1952, e na sequência fez sua pós-graduação em Antropologia na Universidade de Columbia e Universidade de Chicago, entre 1953 e 1955. Doutorou-se em Ciências Humanas pela Pontifícia Universidade Católica de São Paulo em 1973, em cujo corpo docente ingressou em 1966, a convite da professora Carmem Junqueira. É professora titular desta mesma Universidade desde 1984, tendo sido responsável pela formação de dezenas de pesquisadores na pós-graduação.
Foi casada com o ator Renato Consorte, com quem teve dois filhos.

## Realizações
Durante o primeiro ano de sua graduação em 1949, foi convidada por Thales de Azevedo para participar do que viria a ser chamado Projeto Columbia University/ Estado da  Bahia, o Programa de Pesquisas Sociais Estado da Bahia – Columbia University. Dirigido por Anísio Teixeira entre 1950 e 1952, o programa abarcou projetos coordenados por Thales de Azevedo, Charles Wagley e Luiz Aguiar da Costa Pinto, com foco nos estudos de comunidade. Josildeth realizou trabalho de campo na Chapada Diamantina, como auxiliar de Marvin Harris, responsável  pelo estudo realizado em Rio de Contas. Ela participou, assim, "de uma das primeiras pesquisas de grande porte realizadas no Brasil no âmbito das ciências sociais, que no ano seguinte, em 1951, seria integrada ao projeto UNESCO sobre relações raciais".
Posteriormente, tornou-se a primeira pesquisadora contratada pelo Centro Brasileiro de Pesquisas Educacionais (CBPE), instituição criada e dirigida por Anísio Teixeira, onde desenvolveu estudos sobre educação pública. Seu artigo “A Criança Favelada e a Escola Pública”, publicado em 1957, tornou-se referência na reflexão sobre desigualdades sociais e exclusão produzidas pela escola pública.
Foi uma das sócias fundadoras da Associação Brasileira de Antropologia.. Na PUC/SP foi responsável pela implementação e coordenação do núcleo básico, responsável pela oferta de um ciclo comum de disciplinas nos primeiros semestres a todos os cursos de graduação da instituição. Esta experiência foi vigente entre 1971 e 1987.

## Prêmios
- Medalha Roquette Pinto de Contribuição à Antropologia Brasileira, Associação Brasileira de Antropologia (ABA), 2008.[16]
- Doutora Honoris Causa pela Universidade Estadual do Sudoeste da Bahia.
- Pesquisador emérito CNPq, 2021[17]

## Artigos
- "A Educação nos Estudos de Comunidade no Brasil". In: Educação e Ciências Sociais, Rio de Janeiro, ano I, v.1, nº 2, agosto de 1956.
- "A Criança Favelada e a Escola Pública". In: Educação e Ciência Sociais. Rio de Janeiro, ano IV, v. 5, n. 11, p. 45-60, 1959.
- "Os Estudos de Comunidade  no  Brasil:  Uma Viagem no Tempo". In: FALEIROS,  Maria  Izabel; CRESPO,  Regina  Aída.  (orgs.). Humanismo  e  Compromisso: Ensaios sobre Octávio Ianni. São Paulo: Unesp, 1996.